# Cantonul Clichy
Cantonul Clichy este un canton din arondismentul Nanterre, departamentul Hauts-de-Seine, regiunea Île-de-France, Franța.

## Comune
| Comune                  | Populație (1999) | Cod poștal | Cod INSEE |
| ----------------------- | ---------------- | ---------- | --------- |
| Clichy, commune entière | 58.916           | 92.110     | 92 024    |